# Adaptiv (DJ-Duo)
Adaptiv (bürgerliche Namen: Philipp Polley, Christian Klinckwort) sind ein deutsches Künstler- und Produzenten-Duo elektronischer Tanzmusik aus Hannover.

## Geschichte
Adaptiv wurde 2013 als DJ-Trio in Hannover gegründet.
2013 rief Philipp Polley von Adaptiv gemeinsam mit der Veranstaltungsagentur Justa Event die Holi Farbrausch Festivaltour ins Leben. Bis zum 31. Dezember 2018 begleiteten Adaptiv die Tour als DJs, Moderatoren und Co-Veranstalter. Bei dem Holi Fest in Deutschland tanzen die Gäste zu elektronischer Musik und machen sich stündlich bei den Farbcountdowns mit Farbpulver, dem sogenannten Gulal Pulver, bunt. Die Tour macht unter anderem Halt in Hannover, Osnabrück, Paderborn, Göttingen und Marburg.
Ihr bekanntester Remix war für Robin Schulz’ Chart-Hit Sun Goes Down im Jahr 2015. Der Song wurde von Adaptiv zuerst inoffiziell über die Künstlerkanäle veröffentlicht. Erst durch den internationalen Support von Robin Schulz auf Festivals, wie dem Tomorrowland, der Mayday (Veranstaltung) oder dem BigCityBeats World Club Dome erlangte die Produktion große Aufmerksamkeit, wodurch der Remix nachträglich über WePlay / Tonspiel lizenziert wurde. Der Remix war zudem musikalischer Bestandteil in Robin Schulz – The Movie. Ihre eigene Produktion Chinatown entstand 2016 gemeinsam mit Andrew Belize. Die Single erschien auf RUN DBN Records dem Recordlabel von DBN (Band) und wurde von der Presse als „energiegeladend“ und „Future-House-Hymne“ gefeiert.
Als DJs sind Adaptiv auf vielen Festivals der elektronischen Musik aktiv. So gehören das Parookaville, die Nature One oder die Ruhr in Love beispielsweise zu ihren Referenzen. Aber auch internationale Engagements, wie dem EDEM Club auf Korfu oder dem Oceanbeat auf Ibiza kann das DJ-Duo verzeichnen.
Seit dem Jahr 2017 sind Adaptiv auch als DJs für die Volkswagen AG aktiv. Ihr Engagement bei der Volkswagen Bulli-Parade am 6. August 2017 sorgte für großes Aufsehen, als während des Abgasskandals eine große Party mit wichtigen Personen aus dem Konzern und der Politik gefeiert wurde.
Das dritte Gründungsmitglied Oliver Artmann verließ das DJ-Team im Jahr 2017.
Im Jahr 2025 veröffentlichten Adaptiv der Titel „Alles nur geklaut“ gemeinsam mit den Prinzen und YAMAS als Techno-Version.

## Diskografie

### Singles
| Release | Titel                                | Artist                                    | Label                                 |
| ------- | ------------------------------------ | ----------------------------------------- | ------------------------------------- |
| 2014    | Holi Farbrausch Hymne                | Adaptiv und Krumm & Schief und Ultramarin | Holi Farbrausch Records               |
| 2015    | Deeper                               | Adaptiv                                   | Taste The Vibe                        |
| 2015    | Calypso                              | Adaptiv                                   | Pink Revolver                         |
| 2016    | Say It Gone                          | BJRN & Adaptiv                            | PRO-CEED                              |
| 2016    | Chinatown                            | Adaptiv & Andrew Belize                   | RUN DBN Records                       |
| 2017    | Hoop                                 | Adaptiv & Ton Don                         | Sick & Sound                          |
| 2017    | Groofy                               | Adaptiv & Andrew Belize                   | 120db Records                         |
| 2017    | Right Here                           | Adaptiv & Max Fail                        | Future House Cloud                    |
| 2018    | Brave                                | Adaptiv                                   | Electrofaxed Records                  |
| 2018    | OMG                                  | Adaptiv & Rave Vegas                      | Big Blind Records (Planet Punk Music) |
| 2018    | Butterfly feat. Menno                | Andrew Belize & Adaptiv                   | Revealed Recordings                   |
| 2018    | Humblebee                            | Adaptiv & Andrew Belize & Felix Schorn    | Pyro Records                          |
| 2018    | Nothing Without You                  | Adaptiv & Timbo feat. Daisy Kilbourne     | Evolune Records                       |
| 2019    | See You In Space                     | Adaptiv & Mingue                          | Sony Music Entertainment              |
| 2019    | F**k Up Again                        | Adaptiv & HANDED                          | Sony Music Entertainment              |
| 2019    | Mess Up Again                        | Adaptiv & HANDED                          | Sony Music Entertainment              |
| 2019    | Lucky Star                           | Adaptiv & Mingue                          | Sony Music Entertainment              |
| 2020    | Dark Side                            | Adaptiv & HAINZ                           | Sony Music Entertainment              |
| 2021    | Push It                              | Adaptiv & Gemeni                          | 120db Records                         |
| 2024    | Barbaras Rhabarberbar (Festival Mix) | Bodo Wartke, Marti Fischer, Adaptiv       | Wird Wild                             |
| 2024    | Louder                               | Adaptiv                                   | Revealed Recordings                   |
| 2025    | Alles nur geklaut                    | Die Prinzen, Adaptiv, YAMAS, Agent Zed    | BMG                                   |

### Remixe (Auswahl)
- Robin Schulz: Sun Goes Down (Adaptiv Remix)
- Krumm & Schief: Decadance (Adaptiv Remix)
- Alex Schulz: In The Morning Light (Adaptiv Remix)
- Danielle Diaz: Anyone but you (Adaptiv Remix)

## Radio und Podcast
- ThreeAreYourFriends bei iTunes & Soundcloud (eigener Podcast)